# 1196

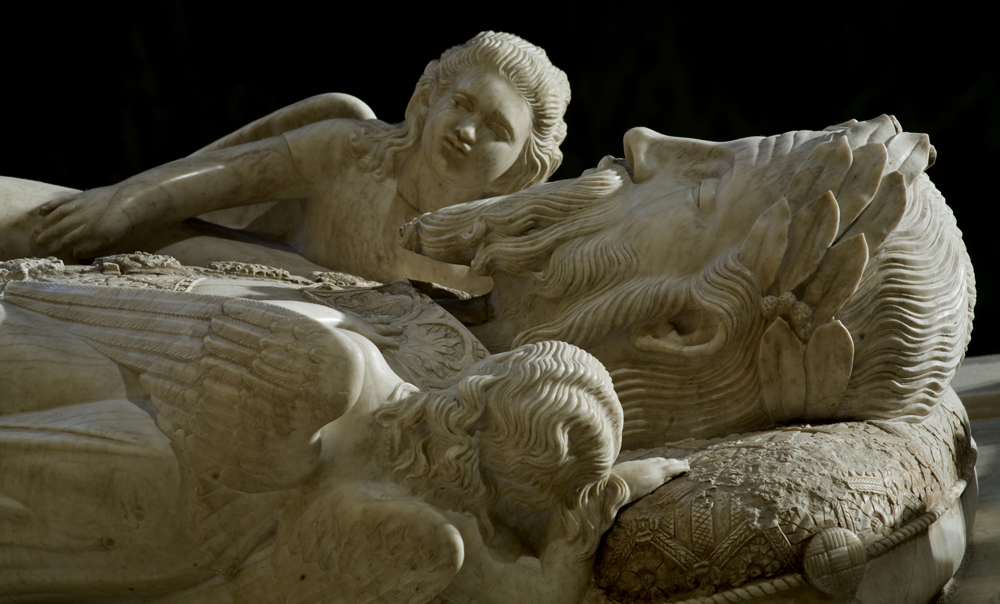
Afbeelding van Alfons II op zijn graftombe

Het jaar 1196 is het 96e jaar in de 12e eeuw volgens de christelijke jaartelling.

## Gebeurtenissen
januari
- 15 - In Gaillon (Normandië) sluit Filips II van Frankrijk vrede met Richard Leeuwenhart van Engeland.

juni
- 1 - Filips II van Frankrijk trouwt met Agnes van Meranië, ondanks het feit dat de paus de ontbinding van zijn huwelijk met Ingeborg van Denemarken niet erkent.

december
- 6 - Sint-Nicolaasvloed: Veengebieden in West-Friesland gaan verloren, de Waddenzee en de Zuiderzee breiden zich uit, en door de versterkte verbinding met de zee komt de Zuiderzee onder invloed van eb en vloed.

zonder datum
- Slag bij Serres - De Bulgaren onder Ivan Asen I verslaan de Byzantijnen.
- De voorstanders van tegenkoning Inge Magnusson van Noorwegen verenigen zich in de Bagli-partij.
- Raymond VI van Toulouse trouwt met Johanna Plantagenet.
- Utrecht krijgt een gemeenteraad.
- het Sticht Utrecht breekt in tweeën door het verlies van de Veluwe aan Gelre.
- Oudst bekende vermelding: Alleur, Heeswijk, Heidelberg, 's-Hertogenbosch, Kolsassberg, Slough

## Opvolging
- patriarch van Antiochië (Latijns) - Ralphus II opgevolgd door Petrus van Angoulême
- Aragon - Alfons II opgevolgd door zijn zoon Peter II
- Bretagne - Arthur I als medehertog met zijn moeder Constance
- Bulgarije - Ivan Asen I opgevolgd door zijn broer Peter IV
- Hongarije - Béla III opgevolgd door zijn zoon Emmerik
- Coevorden - Otto I van Bentheim opgevolgd door Rudolf II
- Lippe - Bernhard II opgevolgd door Herman II
- Luxemburg - Hendrik IV opgevolgd door Otto I van Bourgondië
- Neuchâtel - Rudolf III opgevolgd door zijn zoon Berthold
- Noorwegen (Bagli tegenkoning) - Inge Magnusson in opvolging van Sigurd Magnusson
- Poitou - Richard Leeuwenhart opgevolgd door Otto van Brunswijk
- Provence - Alfons II van Aragón opgevolgd door zijn zoon Alfons II van Provence
- Servië (groottžupan) - Stefan Nemanja opgevolgd door zijn zoon Stefan Nemanjić
- Utrecht - Boudewijn van Holland opgevolgd door Arnold van Isenburg
- Zwaben - Koenraad II opgevolgd door zijn broer Filips
- Zweden - Knoet I opgevolgd door Sverker II

## Afbeeldingen

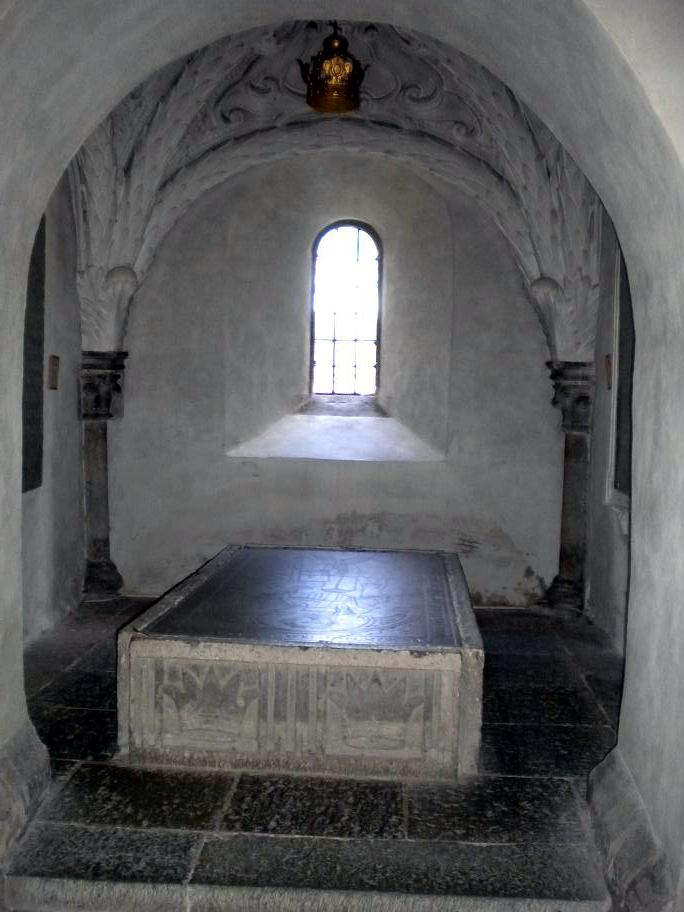
Graf van Knoet I
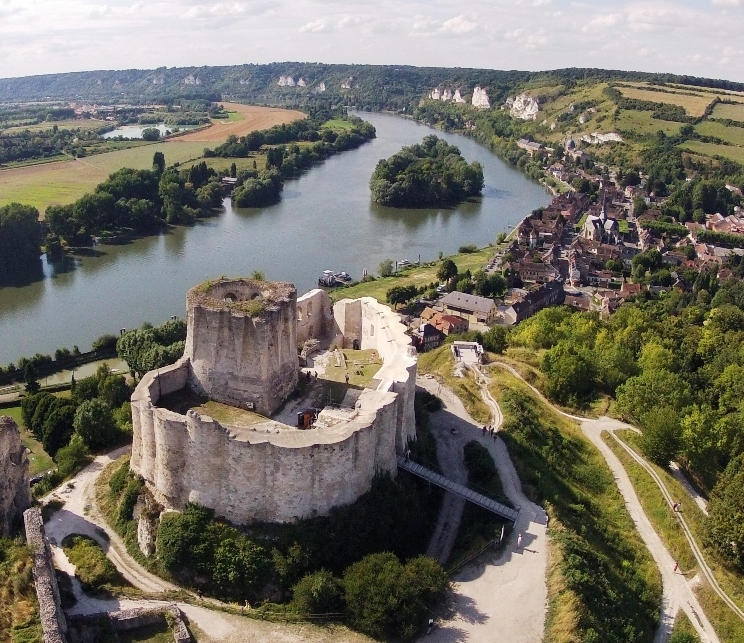
Ruïnes van kasteel Gaillard, bouw begonnen in 1196
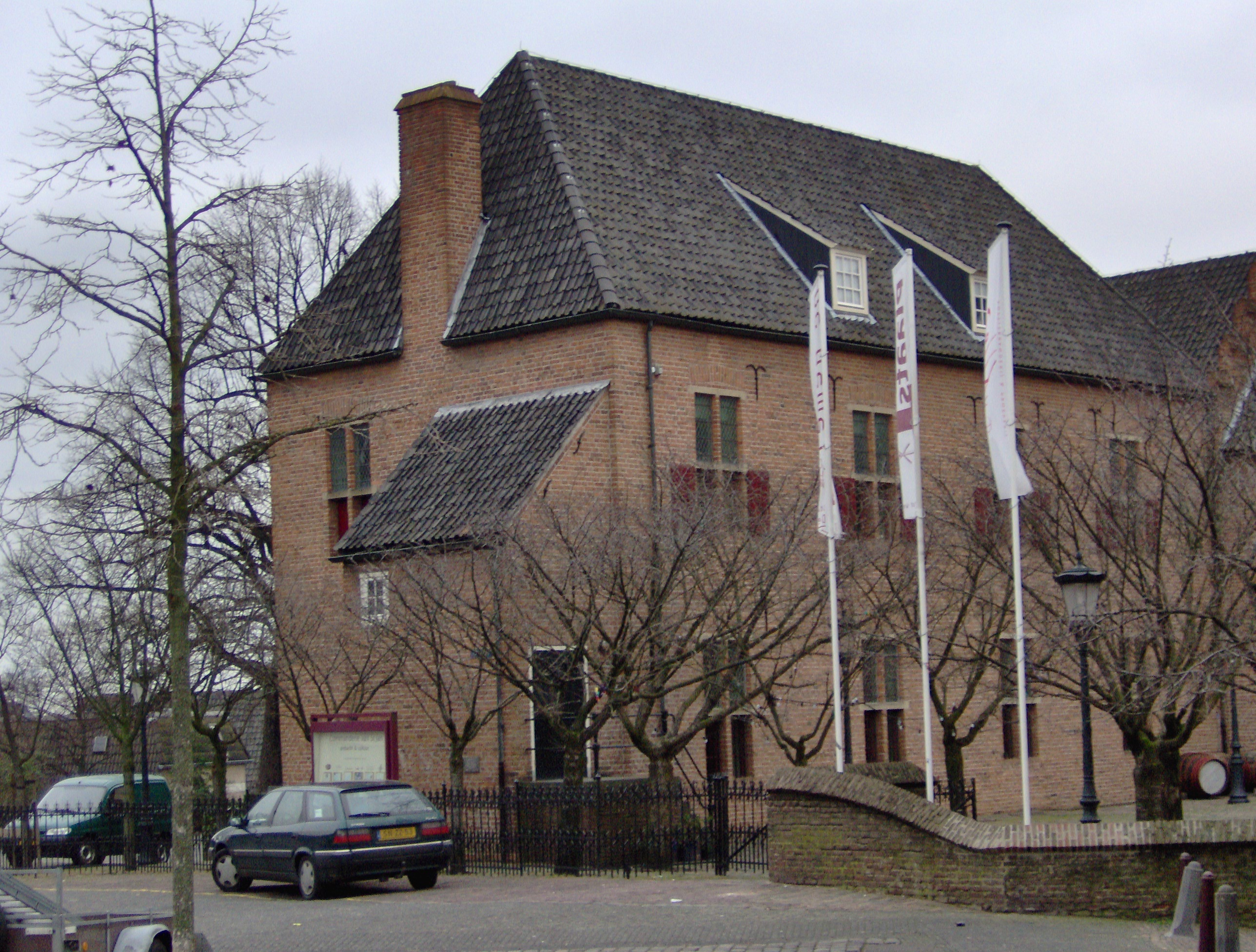
Commanderie van Sint Jan, Nijmegen (1196)
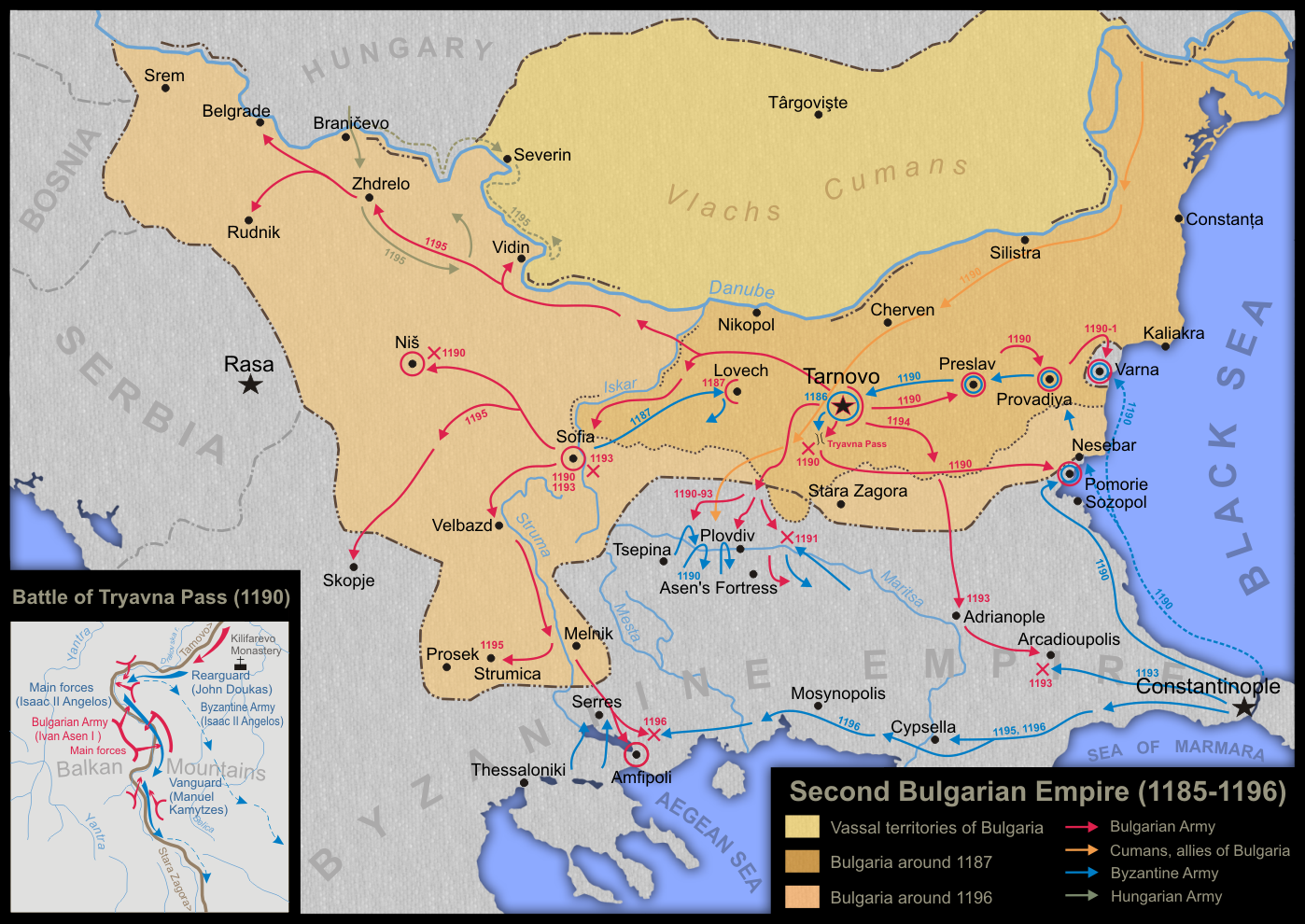
Rijk en veldtochten van Ivan Asen I van Bulgarije

## Geboren
- 3 januari - Tsuchimikado, keizer van Japan (1198-1210)
- Abul Hasan ash-Shadhili, Marokkaans soefi
- Willem II, heer van Dampierre

## Overleden
- 8 april - Knoet I, koning van Zweden (1167-1196)
- 24 april - Béla III (~47), koning van Hongarije (1172-1196)
- 26 april - Alfons II (~38), koning van Aragon (1162-1196)
- 30 april - Boudewijn van Holland, aartsbisschop van Bremen en bisschop van Utrecht
- 1 augustus - Simon van Limburg, prins-bisschop van Luik (1193-1195)
- 14 augustus - Hendrik IV (~84), graaf van Luxemburg en Namen
- 15 augustus - Koenraad II (24), hertog van Zwaben
- Diego Velazquez, Castiliaans ridder en monnik
- Hugo III Embriaco, Jeruzalems edelman
- Hugo III van Rodez, Frans edelman
- Ivan Asen I, tsaar van Bulgarije (1189-1196)
- Meinhard van Segeberg, eerste bisschop van Üxküll (Lijfland)
- Rudolf III, heer van Neuchâtel